# Lavigerie
Lavigerie ist eine französische Gemeinde mit 113 Einwohnern (Stand 1. Januar 2022) im Département Cantal in der Region Auvergne-Rhône-Alpes; sie gehört zum Arrondissement Saint-Flour.

## Geographie
Lavigerie ist ein Gebirgsdorf in den Monts du Cantal an den westlichen Ausläufern des Zentralmassivs. Der Fluss Santoire entspringt auf dem Gebiet der Gemeinde.

## Weblinks

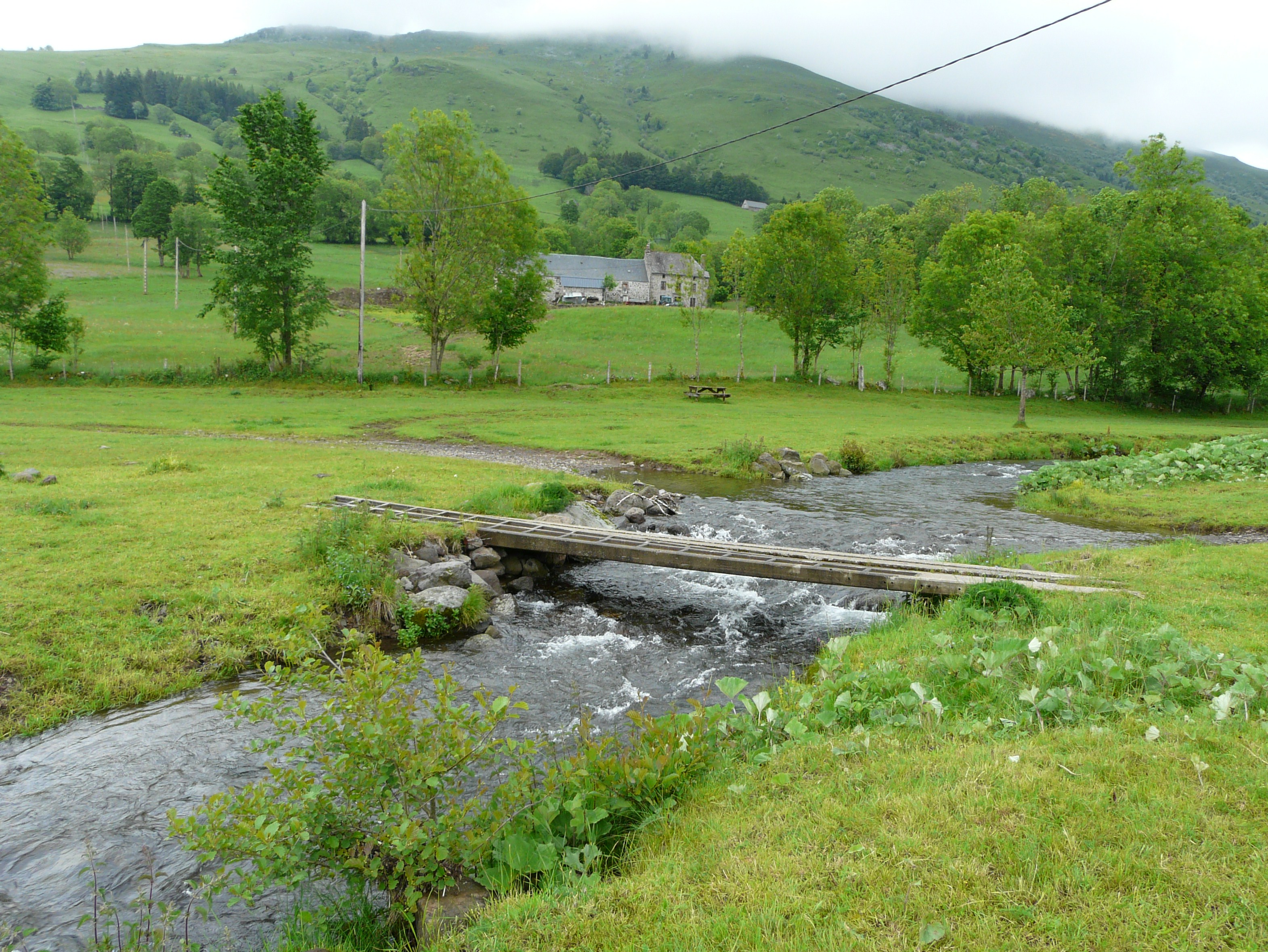
Die Santoire in Lavigerie

## Bevölkerungsentwicklung
| Jahr                       | 1962 | 1968 | 1975 | 1982 | 1990 | 1999 | 2007 | 2016 |
| Einwohner                  | 248  | 231  | 181  | 147  | 121  | 102  | 102  | 105  |
| Quellen: Cassini und INSEE |      |      |      |      |      |      |      |      |